# Унулф (Сполето)
Унолф (Unnolf, Unulf) е dux на лангобардското Херцогство Сполето през 752 г.
След смъртта на херцог Луп († 752) Унулф поема херцогството като херцог. След това крал Айзтулф (752 – 756) не дава дуката отново, а го управлява като собственост на короната.